# Coppa Bernocchi 2015
La Coppa Bernocchi 2015 est une course d'un jour de catégorie 1.1 disputé le 17 septembre autour de Legnano. 

## Présentation

### Équipes
| WorldTeams (2)- Astana - Lampre-Merida Équipes continentales professionnelles (13)- Androni Giocattoli-Sidermec - Bardiani CSF - Bora-Argon 18 - Bretagne-Séché Environnement - Caja Rural-Seguros RGA - CCC Sprandi Polkowice - MTN-Qhubeka - Nippo-Vini Fantini - RusVelo - Southeast - Colombia - Team Novo Nordisk - Wanty-Groupe Gobert Équipes continentales (9)- Unieuro Wilier - D'Amico Bottecchia - MG.Kvis-Vega - Idea 2010 ASD - GM - Roth-Škoda - Amore & Vita-Selle SMP - Stuttgart - Meridiana Kamen |
| |

### Classement général
| \| Classement général \| Classement général \| Classement général \| Classement général \| Classement général \| \| Coureur \| Coureur \| Pays \| Équipe \| Temps \| \| ------------------ \| ---------------------- \| ------------------ \| --------------------------- \| ------------------ \| \| 1er \| Vincenzo Nibali \| Italie \| Astana \| 4 h 32 min 10 s \| \| 2e \| Mauro Finetto \| Italie \| Southeast \| + 1 s \| \| 3e \| Matteo Trentin \| Italie \| Etixx-Quick Step \| + 1 s \| \| 4e \| Carlos Julián Quintero \| Colombie \| Colombia \| + 1 s \| \| 5e \| José Mendes \| Portugal \| Bora-Argon 18 \| + 7 s \| \| 6e \| Gianfranco Zilioli \| Italie \| Androni Giocattoli-Sidermec \| + 21 s \| \| 7e \| Giacomo Nizzolo \| Italie \| Trek Factory Racing \| + 21 s \| \| 8e \| Niccolò Bonifazio \| Italie \| Lampre-Merida \| + 21 s \| \| 9e \| Eduard-Michael Grosu \| Roumanie \| Nippo-Vini Fantini \| + 21 s \| \| 10e \| Sonny Colbrelli \| Italie \| Bardiani CSF \| + 21 s \| |                        |          |                             |                 |
| |                        |          |                             |                 |
| |                        |          |                             |                 |
| Classement général |                        |          |                             |                 |
| Coureur | Coureur                | Pays     | Équipe                      | Temps           |
| 1er | Vincenzo Nibali        | Italie   | Astana                      | 4 h 32 min 10 s |
| 2e | Mauro Finetto          | Italie   | Southeast                   | + 1 s           |
| 3e | Matteo Trentin         | Italie   | Etixx-Quick Step            | + 1 s           |
| 4e | Carlos Julián Quintero | Colombie | Colombia                    | + 1 s           |
| 5e | José Mendes            | Portugal | Bora-Argon 18               | + 7 s           |
| 6e | Gianfranco Zilioli     | Italie   | Androni Giocattoli-Sidermec | + 21 s          |
| 7e | Giacomo Nizzolo        | Italie   | Trek Factory Racing         | + 21 s          |
| 8e | Niccolò Bonifazio      | Italie   | Lampre-Merida               | + 21 s          |
| 9e | Eduard-Michael Grosu   | Roumanie | Nippo-Vini Fantini          | + 21 s          |
| 10e | Sonny Colbrelli        | Italie   | Bardiani CSF                | + 21 s          |

## UCI Europe Tour
| Position,          | 1er | 2e | 3e | 4e | 5e | 6e | 7e | 8e | 9e | 10e | 11e | 12e |
| Classement général | 80  | 56 | 32 | 24 | 20 | 16 | 12 | 8  | 7  | 6   | 5   | 3   |